# Mikael Lindemark
Mikael Lindemark, född 29 september 1738 i Lövångers socken, död 8 september 1821, var en svensk kronobefallningsman och sågverksägare. Han var far till Eric Lindemark.

## Biografi
Lindemark föddes i Bissjön i Lövångers socken som son till Erik Jonsson Pamp Mört Lindmark, korpral och rustmästare, och Anna Johansdotter Black. Han var gift med Segrid Selin och i äktenskapet föddes tre barn: Eric, Anna Christina och Jonas.
Omkring 1794 köpte Lindemark gården Lund 6 Marielund på nuvarande Sunnanå.

## Karriär
På 1760-talet inköptes en tullmjölkvarn till Stämningsgården, där Lindemark var delägare. Kvarnen fick under 1790-talet fick namnet Lindalmström, där Lind kom av Mikael Lindemark.
År 1796 var Lindemark en av grundarna till Ytterstfors såg. Vid sin död 1821 ägde han 1/12 av sågverket. Av bouppteckningen framgår att hans önskan var att 100 riksdaler av räntan på kapitalet i bolaget skulle gå till fattiga barns utbildning:
| ”     | Förordnanden af d 10 Maji 1817 samt 30 Martii 1821 såsom innehafvare af 83/780 delar af Ytterstfors finbladiga sågverk förordnadt, att Innehafvaren af denna Såglott, i hvars hand den hälst komma må, skall, så länge Sågen varar, årligen å Michaëli dag inlefverera uti Socknens Fattig-Cassa-Kista Etthundrade Rdr Banco eller deremot svarande gångbart mynt, hvilka medel årligen af Pastor och Fattigvårdens föreståndare utdelas åt fattige föräldrar, som hafva många små barn att uppföda och i Christendomskunskapen undervisa, så att enhvar af sådane fattige Föräldrar, som ej åtnjuta någon Fattig-Rota, eller kunna dertill anses berättigade, bekomma Sex Rdr 32 skilling Banco | „ |
| [ 9 ] | |   |

Den testamenterade fonden användes bland annat till att betala två "kringvandrande pedagoger" som vid olika skolor skulle lära ut läsning, skrivning och räkning. (Ytterstfors skola blev en fast skola först efter folkskolereformen 1842).